# Saint-Simon (Charente)
Pour les articles homonymes, voir Saint-Simon.
Ne pas confondre avec Saint-Simeux, village perché, plus en amont sur la Charente.
Saint-Simon est une commune du Sud-Ouest de la France, située dans le département de la Charente (région Nouvelle-Aquitaine).
Ses habitants sont les Saint-Simoniens et les Saint-Simoniennes, ou les Saint-Simonais et les Saint-Simonaises.
C'était la pépinière où se recrutaient la plupart des matelots du fleuve Charente. On y rencontrait des charpentiers constructeurs de gabares.

## Géographie

### Localisation et accès
Saint-Simon est située à 6 km au nord et en aval de Châteauneuf-sur-Charente et 18 km à l'ouest d'Angoulême, sur la rive droite de la Charente.
À 1,5 km de Vibrac, Saint-Simon qui s'appelait autrefois Saint-Sigismond, échelonne ses maisons le long du fleuve. Son bourg est aussi à 8 km à l'est et en amont de Jarnac et 20 km à l'est de Cognac.
La route principale de la commune est la D 22, route de Châteauneuf à Bassac et Jarnac par la rive droite. La D 155 franchit le fleuve à l'ouest de la commune, en direction de Saint-Amant-de-Graves et Saint-Même-les-Carrières.
La gare la plus proche est celle de Châteauneuf, desservie par des TER à destination d'Angoulême, Cognac, Saintes et Royan.

### Hameaux et lieux-dits
Un gros hameau de la commune, Juac, est situé également sur la rive droite de la Charente, à l'ouest du bourg, en direction de Bassac.
L'Épineuil, est un petit hameau touchant Juac, près de la Guirlande.

### Communes limitrophes
|                    | Moulidars       |        |
| Bassac             | Saint-Simon     | Vibrac |
| Graves-Saint-Amant | Angeac-Charente |        |

### Géologie et relief
Le sol de la commune est calcaire et appartient au Purbeckien, ancienne zone lagunaire de la fin du Jurassique supérieur, qui s'étendait vers l'ouest dans tout le Pays Bas et riche en gypse.
Au sud de la route de Jarnac à Châteauneuf s'étend la vallée de la Charente, dont la zone inondable est couverte par des alluvions du Quaternaire. Des alluvions moins récentes occupent une basse terrasse alluviale entre le bourg et Juac,,.
Le relief est celui d'une plaine légèrement inclinée vers le sud-ouest et la vallée de la Charente qui occupe le sud de la commune. Le point culminant est à une altitude de 53 m, situé sur la limite nord-est au Couret. Le point le plus bas est à 15 m, situé le long du fleuve. Le bourg, situé près de la Charente, est à 22 m d'altitude.

### Hydrographie

#### Réseau hydrographique

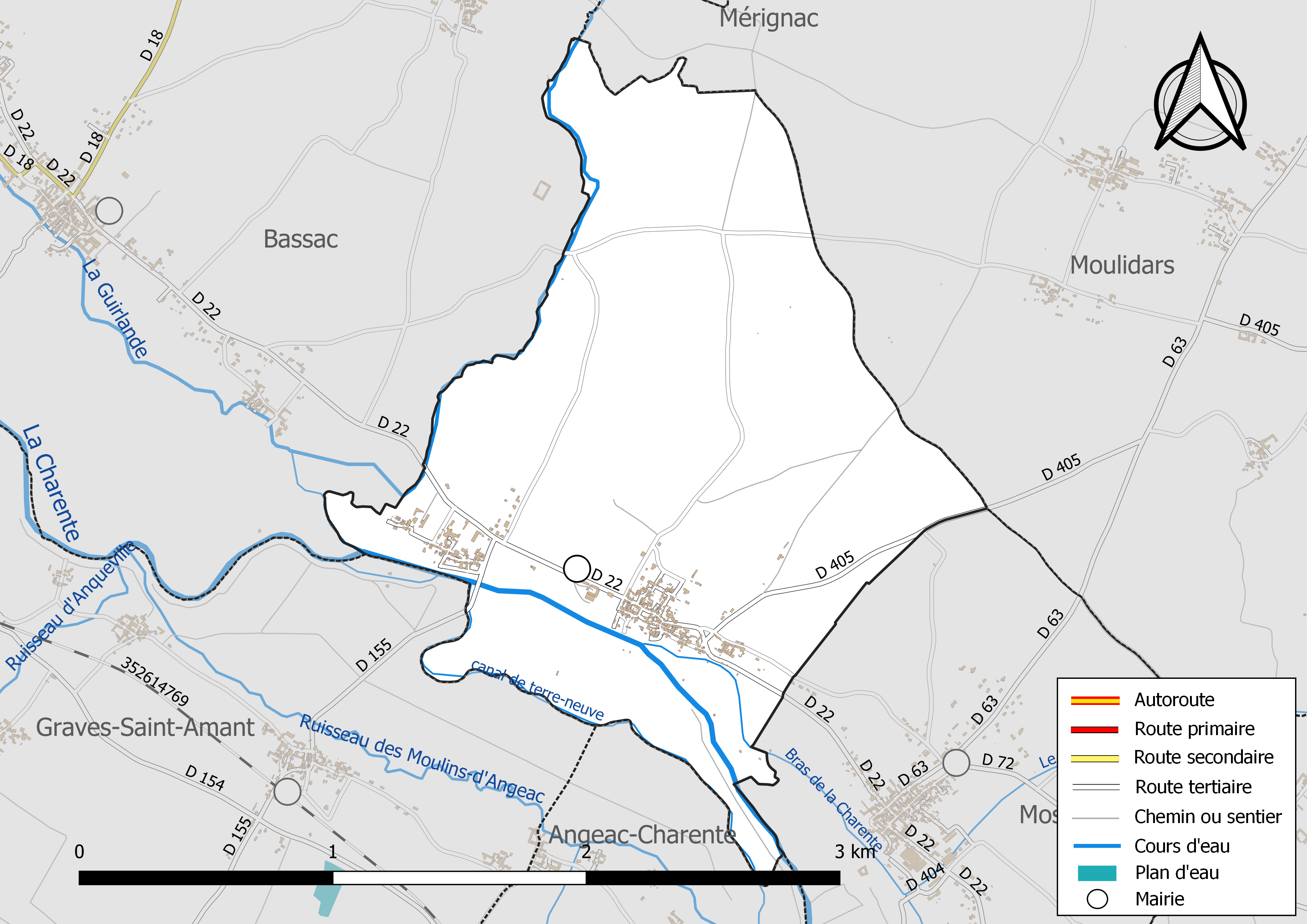
Réseaux hydrographique et routier de Saint-Simon.

La commune est située dans le bassin versant de la Charente au sein du Bassin Adour-Garonne. Elle est drainée par la Charente, la Guirlande, canal de terre-neuve et par un petit cours d'eau, qui constituent un réseau hydrographique de 6 km de longueur totale,.
La commune est située sur la rive droite de la Charente dans sa portion entre Châteauneuf et Jarnac, qui fait la limite sud.
La Guirlande, qui vient de Vaux-Rouillac, limite la commune à l'ouest.

#### Gestion des eaux
Le territoire communal est couvert par le schéma d'aménagement et de gestion des eaux (SAGE) « Charente ». Ce document de planification, dont le territoire correspond au bassin de la Charente, d'une superficie de 9 300 km2, a été approuvé le 19 novembre 2019. La structure porteuse de l'élaboration et de la mise en œuvre est l'établissement public territorial de bassin Charente. Il définit sur son territoire les objectifs généraux d’utilisation, de mise en valeur et de protection quantitative et qualitative des ressources en eau superficielle et souterraine, en respect des objectifs de qualité définis dans le troisième SDAGE  du Bassin Adour-Garonne qui couvre la période 2022-2027, approuvé le 10 mars 2022.

### Climat
Comme dans les trois quarts sud et ouest du département, le climat est océanique aquitain.

## Urbanisme

### Typologie
Au 1er janvier 2024, Saint-Simon est catégorisée commune rurale à habitat dispersé, selon la nouvelle grille communale de densité à 7 niveaux définie par l'Insee en 2022.
Elle est située hors unité urbaine et hors attraction des villes,.

### Occupation des sols
L'occupation des sols de la commune, telle qu'elle ressort de la base de données européenne d’occupation biophysique des sols Corine Land Cover (CLC), est marquée par l'importance des territoires agricoles (96,9 % en 2018), une proportion identique à celle de 1990 (96,9 %). La répartition détaillée en 2018 est la suivante : 
cultures permanentes (46,2 %), terres arables (34,4 %), zones agricoles hétérogènes (16,3 %), forêts (3,1 %). L'évolution de l’occupation des sols de la commune et de ses infrastructures peut être observée sur les différentes représentations cartographiques du territoire : la carte de Cassini (XVIIIe siècle), la carte d'état-major (1820-1866) et les cartes ou photos aériennes de l'IGN pour la période actuelle (1950 à aujourd'hui).

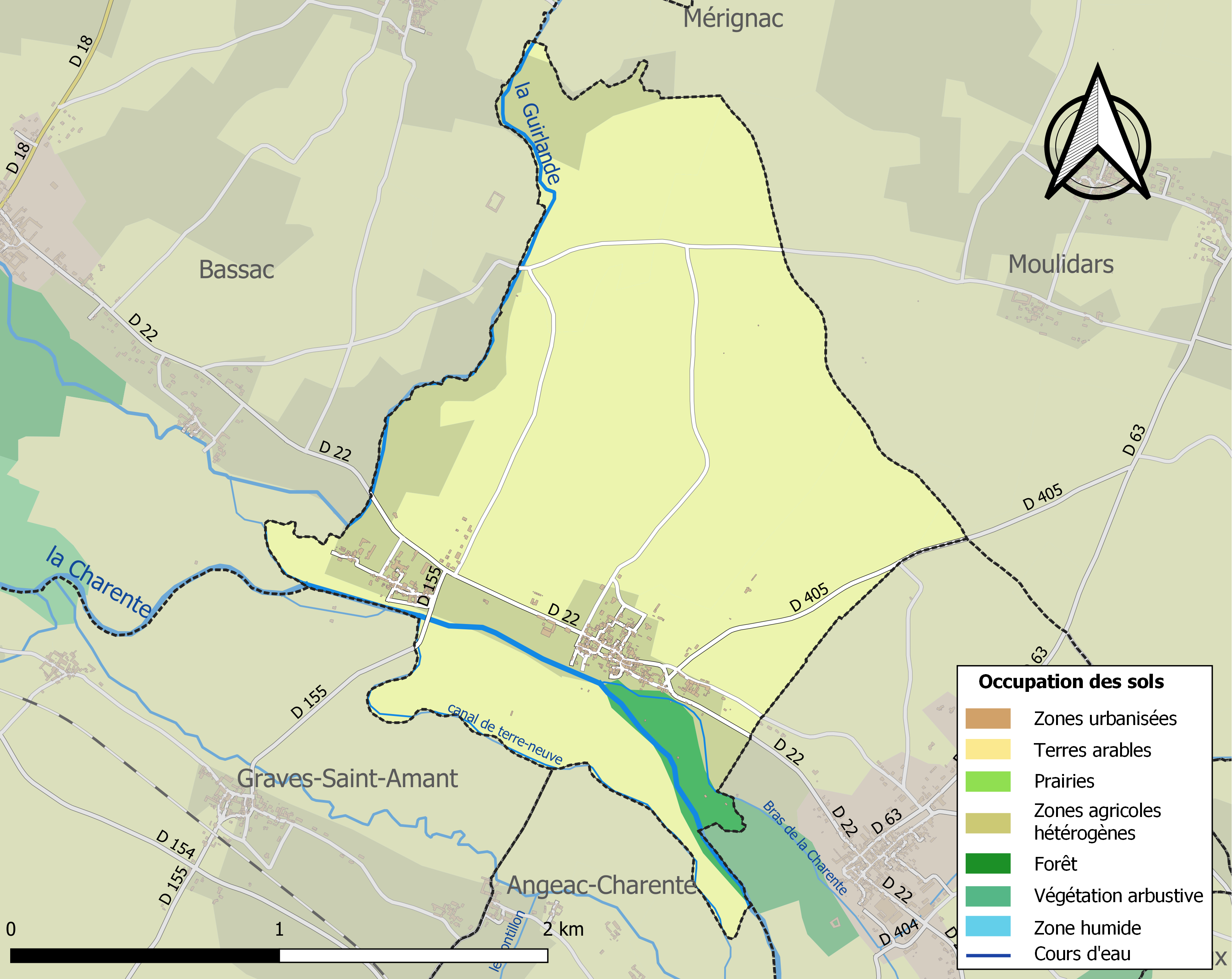
Carte des infrastructures et de l'occupation des sols de la commune en 2018 (CLC).

### Risques majeurs
Le territoire de la commune de Saint-Simon est vulnérable à différents aléas naturels : météorologiques (tempête, orage, neige, grand froid, canicule ou sécheresse), inondations et séisme (sismicité modérée). Un site publié par le BRGM permet d'évaluer simplement et rapidement les risques d'un bien localisé soit par son adresse soit par le numéro de sa parcelle.
La commune fait partie du territoire à risques importants d'inondation (TRI) Saintes-Cognac-Angoulême, regroupant 46 communes concernées par un risque de débordement du fleuve Charente (34 en Charente et 12 en Charente-Maritime), un des 18 TRI qui ont été arrêtés fin 2012 sur le bassin Adour-Garonne. Les événements antérieurs à 2014 les plus significatifs sont les crues de l'hiver 1779, de 1842, de 1859, du 9 décembre 1882 du 19 février 1904, du 10 janvier 1961, de mars-avril 1962, du 24 décembre 1982 et du 8 janvier 1994. Des cartes des surfaces inondables ont été établies pour trois scénarios : fréquent (crue de temps de retour de 10 ans à 30 ans), moyen (temps de retour de 100 ans à 300 ans) et extrême (temps de retour de l'ordre de 1 000 ans, qui met en défaut tout système de protection). La commune a été reconnue en état de catastrophe naturelle au titre des dommages causés par les inondations et coulées de boue survenues en 1982, 1987, 1993 et 1999,.

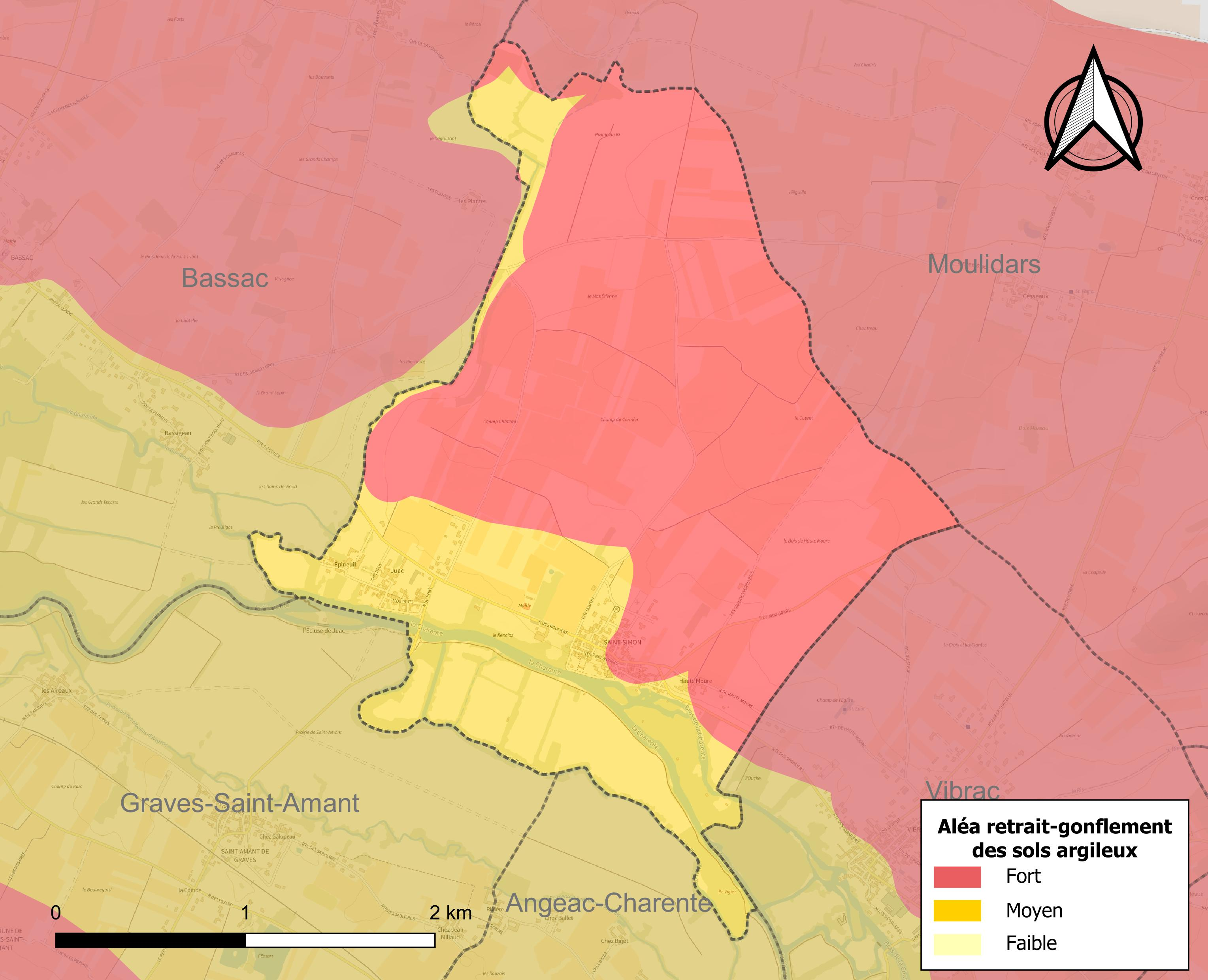
Carte des zones d'aléa retrait-gonflement des sols argileux de Saint-Simon.

Le retrait-gonflement des sols argileux est susceptible d'engendrer des dommages importants aux bâtiments en cas d’alternance de périodes de sécheresse et de pluie. La totalité de la commune est en aléa moyen ou fort (67,4 % au niveau départemental et 48,5 % au niveau national). Sur les 170 bâtiments dénombrés sur la commune en 2019,  170 sont en aléa moyen ou fort, soit 100 %, à comparer aux 81 % au niveau départemental et 54 % au niveau national. Une cartographie de l'exposition du territoire national au retrait gonflement des sols argileux est disponible sur le site du BRGM,.
Par ailleurs, afin de mieux appréhender le risque d’affaissement de terrain, l'inventaire national des cavités souterraines permet de localiser celles situées sur la commune.
Concernant les mouvements de terrains, la commune a été reconnue en état de catastrophe naturelle au titre des dommages causés par des mouvements de terrain en 1999.

## Toponymie
Le nom est attesté sous la forme ancienne, en latin, Sanctus Sigismundus au XIVe siècle.
Sigismond, roi des Burgondes, est mort en 524. Simon peut aussi représenter un des 12 apôtres,.
Pendant la Révolution, Saint-Simon s'est appelé Simon-Charente.

## Histoire
L'Antiquité a laissé quelques vestiges. À Juac, un vieux gué faisait peut-être partie d'un chemin antique nord-sud. Près de ce gué, une épée de la fin du second âge du fer (rare exemple d'épée de cette époque) a été trouvée. Sur les rives de la Guirlande, des monnaies de Dioclétien ont été mises au jour.
Le logis seigneurial de Saint-Simon était à l'entrée du bourg, venant de Vibrac, à l'endroit appelé Hautemoure. Cette seigneurie, après avoir appartenu pendant le XVIe siècle et le commencement du XVIIe siècle à la famille de Montalembert, fut cédée, le 17 mai 1628, par Jean et Guy de Montalembert à un échevin de la ville d'Angoulême, Jean Thomas. Les héritiers de ce dernier vendirent à Jean-Louis Le Musnier, sieur de Moulidars, le fief de Saint-Simon, qui fut acquis en 1707, par Pierre Navarre, sieur du Cluzeau, conseiller à la Maison de ville d'Angoulême. La famille Navarre posséda Hautemoure pendant la plus grande partie du XVIIe siècle, et le fief fut aboli à la Révolution. Aujourd'hui le domaine est morcelé et appartient à divers propriétaires.
Entre le bourg et le village de Juac, s'élevait le logis de la Rocque, ancienne métairie noble du fief d'Hautemoure. Il fut rasé au début du XIXe siècle et remplacé par une maison bourgeoise et de vastes magasins. Ce logis acquis au XVIe siècle par François Le Musnier, sieur de Lartige et de Rouffignac, fut cédé à François Aigron, sieur de Combizan, qui fut lieutenant-général à Cognac et vice-sénéchal d'Angoumois, Aunis et Saintonge. Son fils le vendit à Pierre Rambaud, sieur de Mareuil, conseiller du roi.
Cette famille Rambaud, très anciennement établie à Châteauneuf, s'était enrichie par le négoce. Elle conserva la Rocque jusqu'à la fin du XVIIIe siècle, époque à laquelle, par le mariage de Marie Mauricette Rambaud avec Philippe Marett, de Cognac, la Rocque devint la possession de ce dernier, qui fit abattre le logis.
La famille Rambaud de La Rocque a été représentée par Marcel Rambaud de La Rocque, conseiller général du canton de Jarnac au début du XXe siècle, dont le père a été longtemps le président de l'assemblée départementale.
Les plus anciens registres paroissiaux remontent seulement à 1705.
L'ancien port de gabares était situé sur la Charente.

## Administration
| Période                                  | Période  | Identité               | Étiquette | Qualité                      |
| ---------------------------------------- | -------- | ---------------------- | --------- | ---------------------------- |
| Les données manquantes sont à compléter. |          |                        |           |                              |
| 1838                                     | 1849     | Jean Boucherie         |           |                              |
| 1849                                     | 1865     | Jean Richard-Delisle   |           |                              |
| 1865                                     | 1876     | Jean Guillot           |           |                              |
| 1876                                     | 1886     | Jean-Marie Blanchard   |           |                              |
| 1886                                     | 1891     | Philippe Castaigne     |           |                              |
| 1891                                     | 1929     | Ulysse Richard-Delisle |           |                              |
| 1929                                     | 1933     | Mr Ménard              |           |                              |
| 1933                                     | 1945     | Georges Affré          |           |                              |
| 1945                                     | 1947     | Pierre Grouillard      |           |                              |
| 1947                                     | 1959     | Louis Baumard          |           |                              |
| 1959                                     | 1965     | Pierre Giraud          |           |                              |
| 1965                                     | 1971     | Philippe Mitterrand    |           |                              |
| 1971                                     | 1977     | Pierre Giraud          |           |                              |
| 1977                                     | 2001     | Jacqueline Mitterrand  |           |                              |
| 2001                                     | 2008     | Michel Marquet         | SE        | Artisan électricien retraité |
| 2008                                     | En cours | Jean-Jacques Delage    | SE        | Animateur patrimoine fluvial |

### Jumelages
Saint-Simon est jumelée avec la commune française d'Eguelshardt, en Moselle.

## Démographie

### Évolution démographique
L'évolution du nombre d'habitants est connue à travers les recensements de la population effectués dans la commune depuis 1793. Pour les communes de moins de 10 000 habitants, une enquête de recensement portant sur toute la population est réalisée tous les cinq ans, les populations de référence des années intermédiaires étant quant à elles estimées par interpolation ou extrapolation. Pour la commune, le premier recensement exhaustif entrant dans le cadre du nouveau dispositif a été réalisé en 2005.

En 2022, la commune comptait 229 habitants, en évolution de +13,37 % par rapport à 2016 (Charente : −0,48 %, France hors Mayotte : +2,11 %).
| 1793 | 1800 | 1806 | 1821 | 1831 | 1841 | 1846 | 1851 | 1856 |
| ---- | ---- | ---- | ---- | ---- | ---- | ---- | ---- | ---- |
| 665  | 633  | 722  | 732  | 757  | 782  | 738  | 737  | 684  |

| 1861 | 1866 | 1872 | 1876 | 1881 | 1886 | 1891 | 1896 | 1901 |
| ---- | ---- | ---- | ---- | ---- | ---- | ---- | ---- | ---- |
| 677  | 660  | 615  | 572  | 540  | 472  | 460  | 440  | 436  |

| 1906 | 1911 | 1921 | 1926 | 1931 | 1936 | 1946 | 1954 | 1962 |
| ---- | ---- | ---- | ---- | ---- | ---- | ---- | ---- | ---- |
| 454  | 410  | 333  | 332  | 330  | 297  | 278  | 283  | 252  |

| 1968 | 1975 | 1982 | 1990 | 1999 | 2005 | 2006 | 2010 | 2015 |
| ---- | ---- | ---- | ---- | ---- | ---- | ---- | ---- | ---- |
| 247  | 272  | 266  | 222  | 239  | 217  | 211  | 204  | 200  |

| 2020 | 2022 | - | - | - | - | - | - | - |
| ---- | ---- | - | - | - | - | - | - | - |
| 223  | 229  | - | - | - | - | - | - | - |

### Pyramide des âges
En 2018, le taux de personnes d'un âge inférieur à 30 ans s'élève à 30,5 %, soit au-dessus de la moyenne départementale (30,2 %). À l'inverse, le taux de personnes d'âge supérieur à 60 ans est de 29,1 % la même année, alors qu'il est de 32,3 % au niveau départemental.
En 2018, la commune comptait 97 hommes pour 112 femmes, soit un taux de 53,59 % de femmes, légèrement supérieur au taux départemental (51,59 %).
Les pyramides des âges de la commune et du département s'établissent comme suit.
| Hommes | Classe d’âge | Femmes |
| ------ | ------------ | ------ |
| 1,0    | 90 ou +      | 3,4    |
| 7,7    | 75-89 ans    | 13,4   |
| 18,3   | 60-74 ans    | 14,3   |
| 17,3   | 45-59 ans    | 13,4   |
| 26,9   | 30-44 ans    | 23,5   |
| 6,7    | 15-29 ans    | 10,1   |
| 22,1   | 0-14 ans     | 21,8   |

| Hommes | Classe d’âge | Femmes |
| ------ | ------------ | ------ |
| 1      | 90 ou +      | 2,7    |
| 9,2    | 75-89 ans    | 12     |
| 20,6   | 60-74 ans    | 21,3   |
| 20,7   | 45-59 ans    | 20,3   |
| 16,8   | 30-44 ans    | 16     |
| 15,6   | 15-29 ans    | 13,4   |
| 16,1   | 0-14 ans     | 14,3   |

## Culture locale et patrimoine

### Lieux et monuments

#### Patrimoine religieux
- Église paroissiale Saint-Sigismon : cette petite église, du style roman de transition le plus pur, paraît, d'après son architecture, appartenir à deux campagnes différentes, mais presque de la même époque: la nef, de la fin du XIIe siècle ; la coupole et le chevet, du commencement du XIIIe siècle. Autrefois cette coupole était surmontée d'une tour carrée, dont il ne reste plus qu'un côté, aménagé en campanile à deux ouvertures, dont l'une renferme la cloche. Les quatre groupes de colonnes qui portent la coupole appartiennent à un édifice plus ancien[29],[38]. Elle est classée monument historique depuis 1974[39].
- Le portail du cimetière (1855)[40] et quatre tombeaux du XIXe siècle sont inscrits à l'inventaire topographique des monuments historiques.

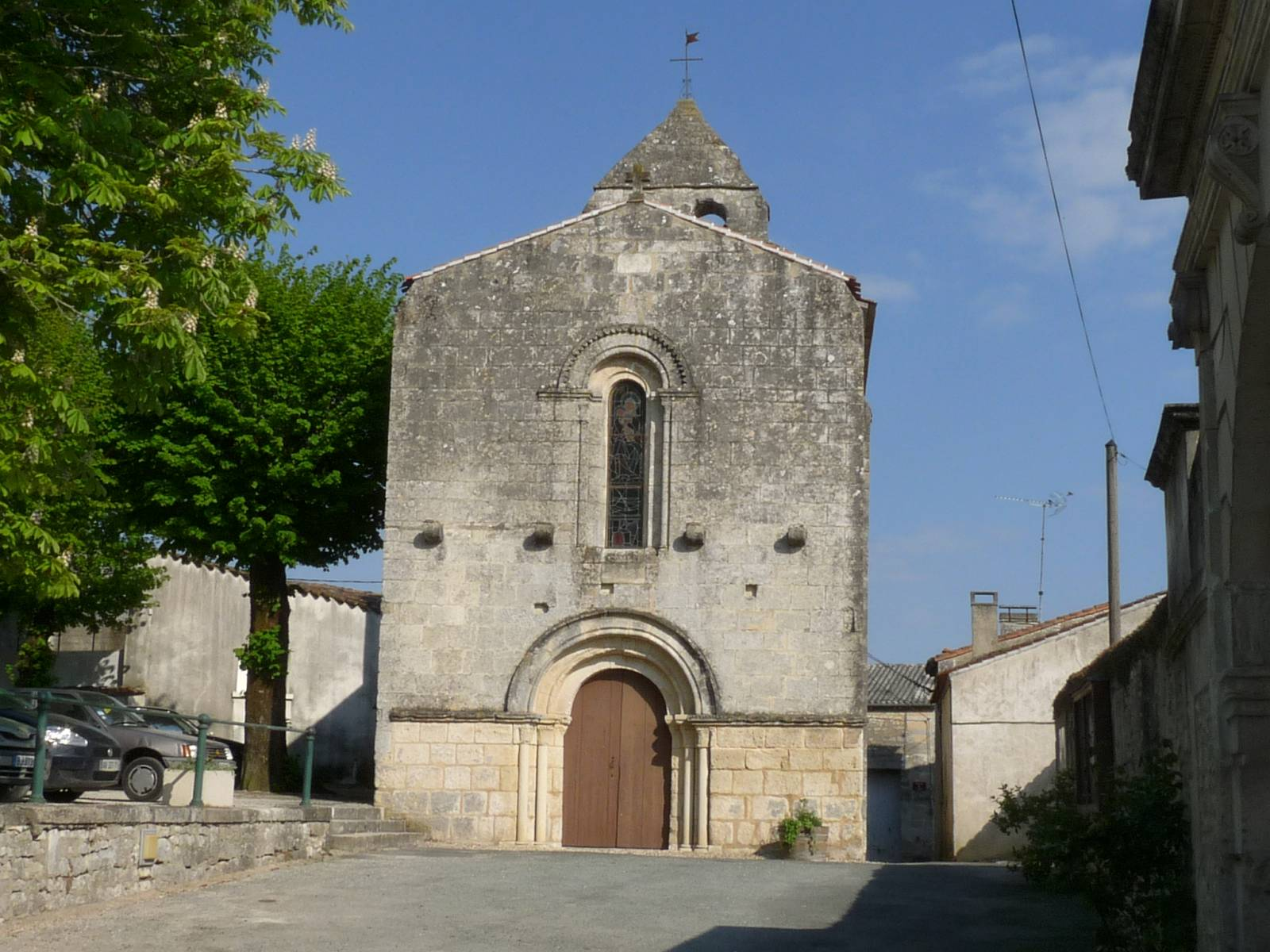
La façade de l'église.
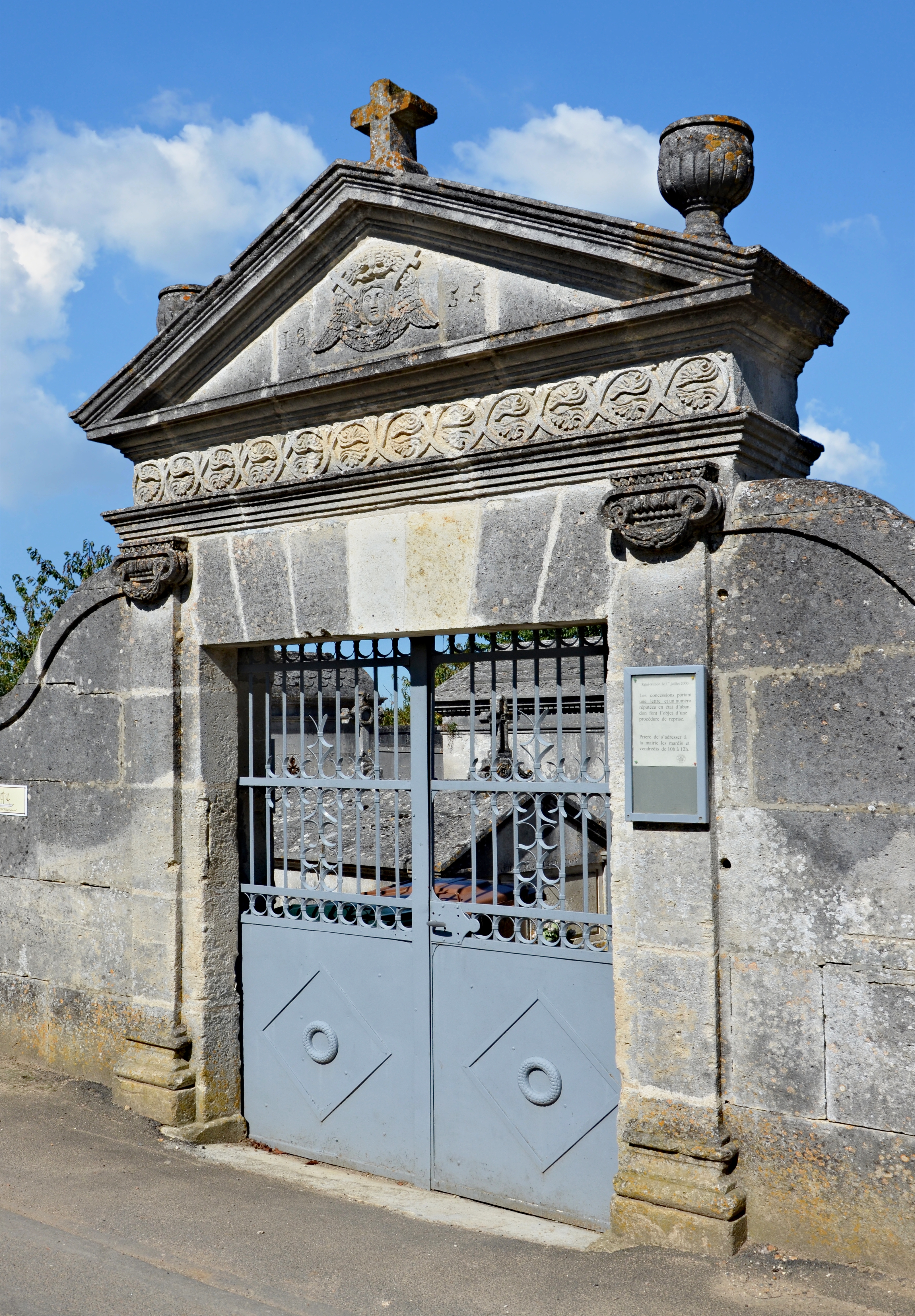
Le portail du cimetière.

#### Patrimoine civil
- Musée des gabariers de Saint-Simon, impasse de la Forge, ainsi que diverses traces de l'existence des gabariers, disséminées au long d'un parcours de découverte à travers le village.
- Les quais de la Charente.

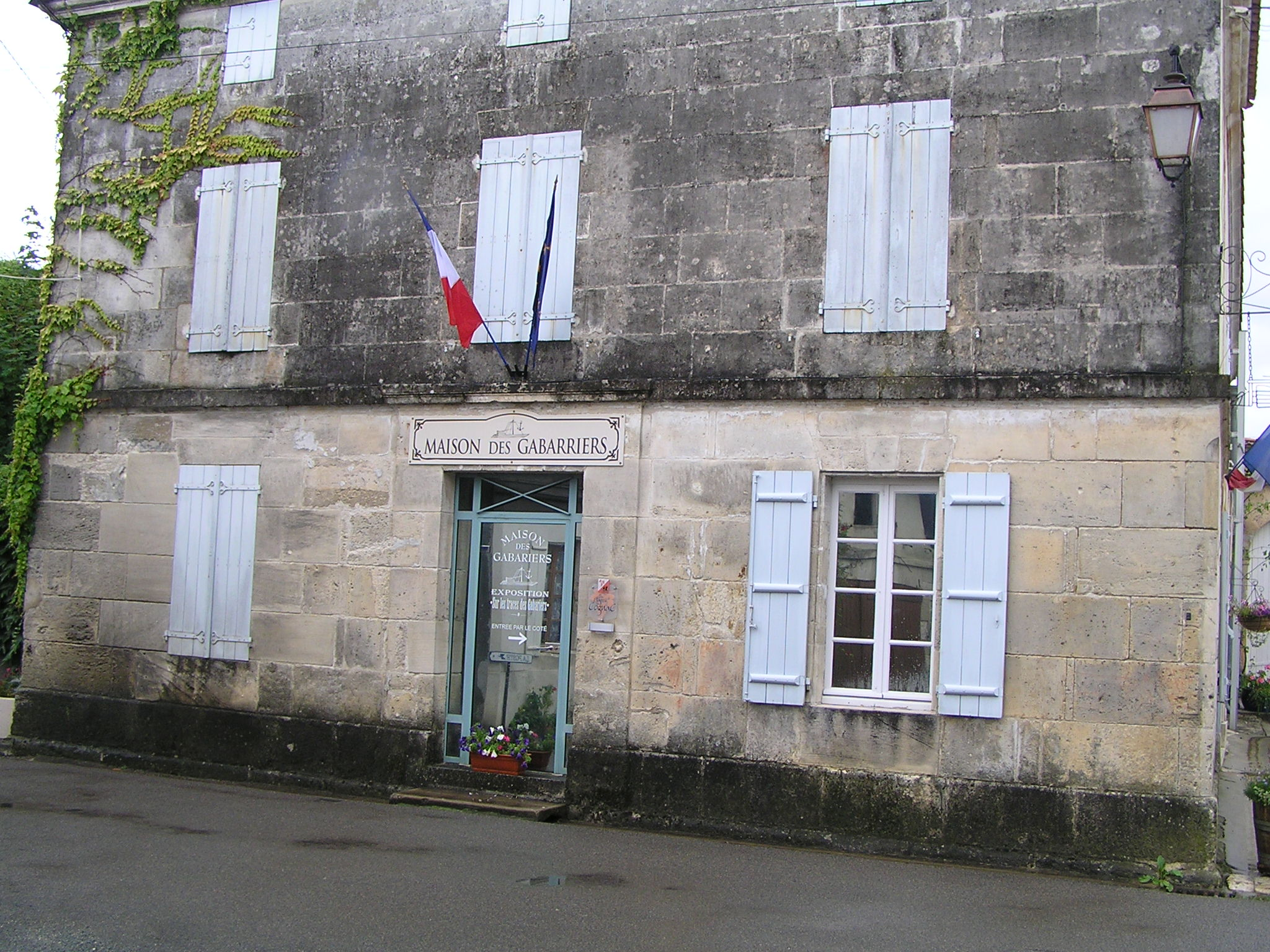
Le Musée des gabariers.
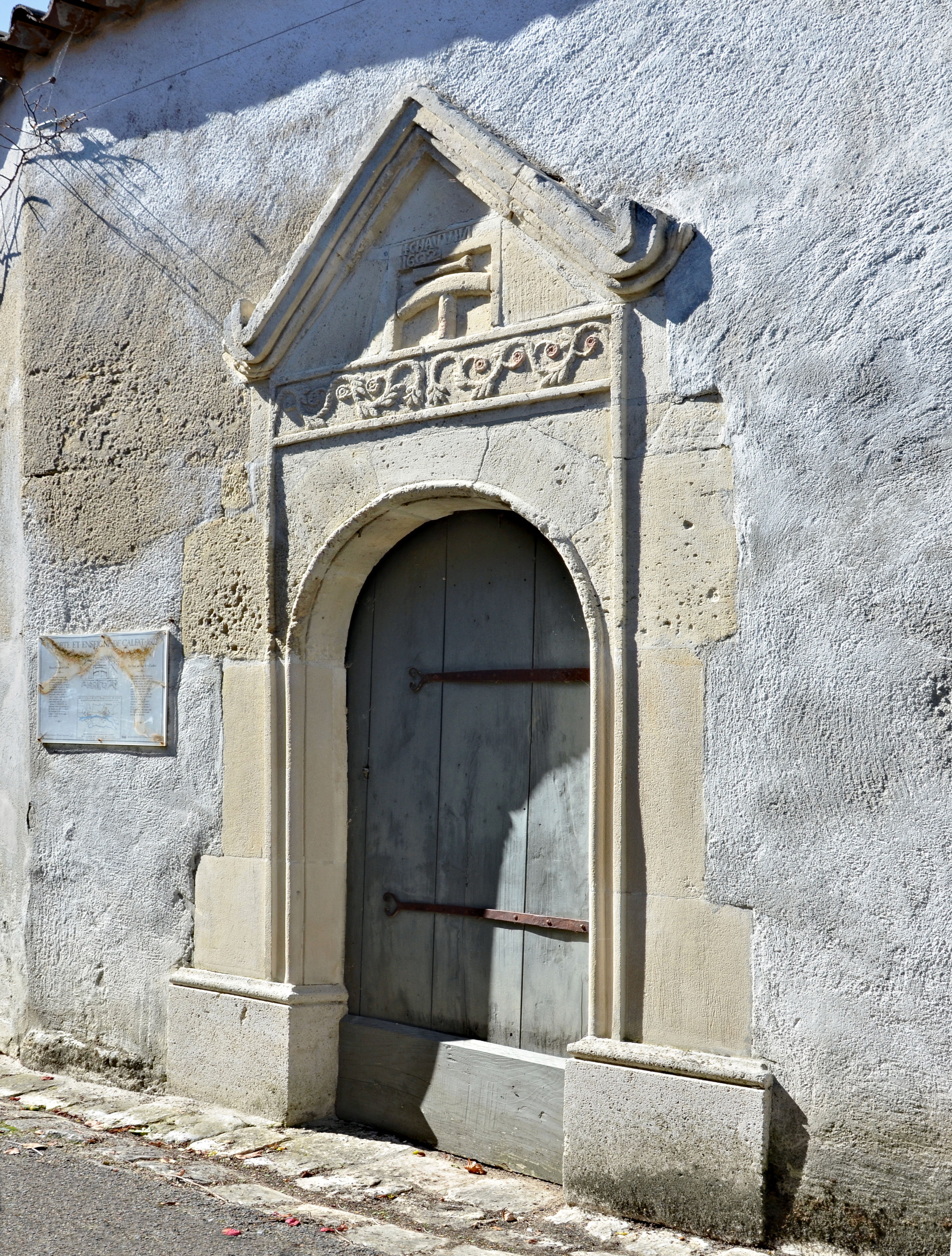
Porte et enseigne de calfat (XVIIe siècle).
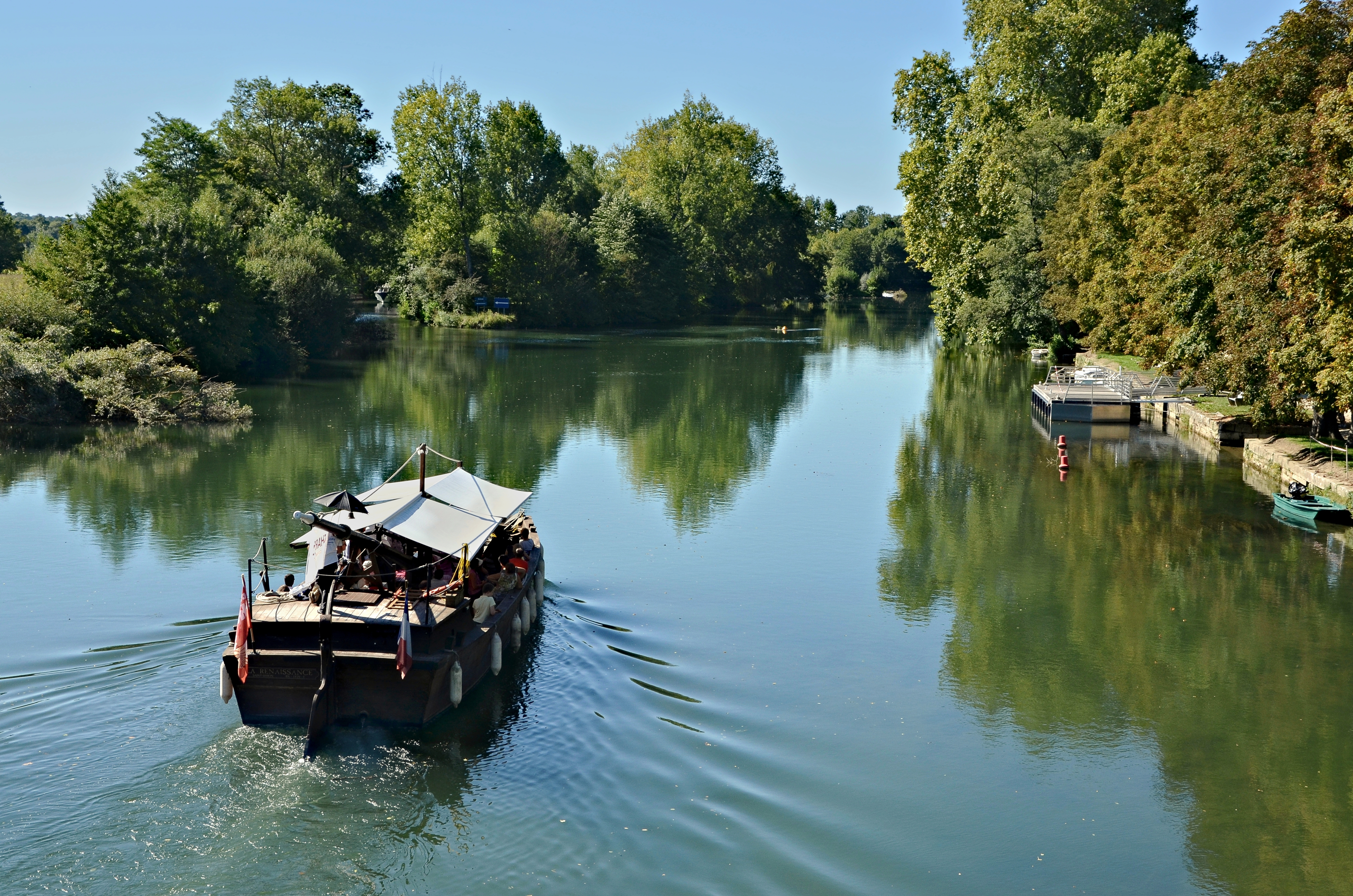
Gabarre et quais depuis le pont de Juac.

### Héraldique
| Blason | Blasonnement : D’argent au lion de sable, armé et lampassé de gueules, tenant une torche d’or enflammée de gueules. |